# دينيز غولياس
دينيز غولياس هو ملحن ومغني أوبرا وسياسي مجري، ولد في 31 مارس 1954 في بودابست في المجر. نشط حزبياً في فيدس – الاتحاد المدني المجري. وقد انتخب عضو الجمعية الوطنية المجرية ‏.

## وصلات خارجية
- دينيز غولياس على موقع IMDb (الإنجليزية)
- دينيز غولياس على موقع ميوزك برينز (الإنجليزية)
- دينيز غولياس على موقع أول ميوزيك (الإنجليزية)
- دينيز غولياس على موقع ديسكوغز (الإنجليزية)
- دينيز غولياس على موقع قاعدة بيانات الفيلم (الإنجليزية)